# Ectropis pallidistriga
Ectropis pallidistriga är en fjärilsart som beskrevs av W. Warren 1903. Ectropis pallidistriga ingår i släktet Ectropis och familjen mätare. Inga underarter finns listade i Catalogue of Life.